# Каменка (Молдова)
Каменка (на молдовски: Camenca; на руски: Каменка; на украински: Ка́м'янка) е град в северната част на Молдова, в състава на непризнатата република Приднестровие. Административен център на Каменски район. Населението му според оценки на Държавната статистическа служба на Приднестровието през 2014 г. е 8871 души.

## Население
Население на града според преброяванията през годините:
- 13 689 (1989)

Население на града според оценки на Държавната статистическа служба на Приднестровието през годините:
- 10 323 (2004)
- 8871 (2014)

### Етнически състав
Преброяване на населението през 2004 г.
Численост и дял на етническите групи според преброяването на населението през 2004 г.:
|          | Численост | Дял (в %) |
| Общо     | 10 323    | 100.00    |
| Молдовци | 5288      | 51.22     |
| Украинци | 3476      | 33.67     |
| Руснаци  | 1305      | 12.64     |
| Беларуси | 61        | 0.59      |
| Българи  | 35        | 0.33      |
| Гагаузи  | 32        | 0.30      |
| Германци | 23        | 0.22      |
| Евреи    | 8         | 0.07      |
| Други    | 95        | 0.92      |